# W. Haydon Burns

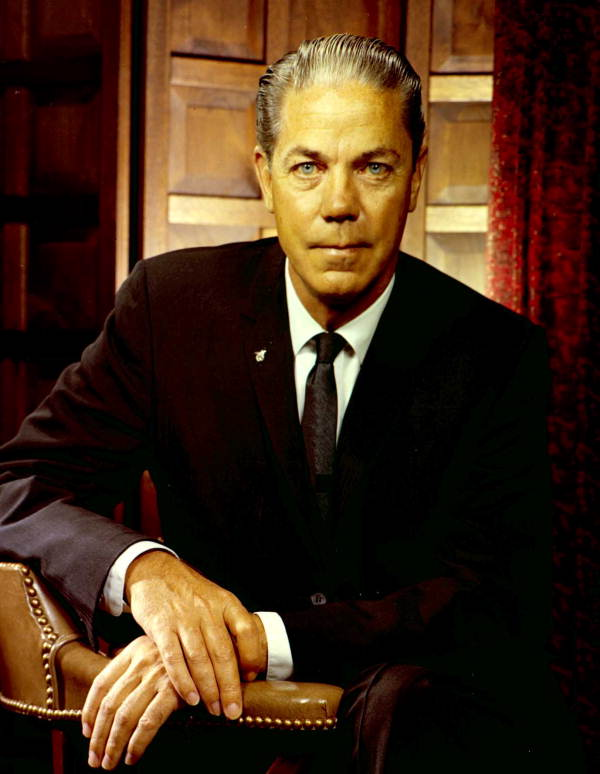
W. Haydon Burns

William Haydon Burns (* 17. März 1912 in Chicago, Illinois; † 22. November 1987 in Jacksonville, Florida) war ein US-amerikanischer Politiker und von 1965 bis 1967 der 35. Gouverneur des Bundesstaates Florida.

## Frühe Jahre und politischer Aufstieg
Im Jahr 1922 kam Haydon Burns mit seiner Familie nach Jacksonville in Florida. Dort absolvierte er die High School, ehe er das Babson College in Massachusetts besuchte. Danach betrieb er eine Flugschule. Während des Zweiten Weltkrieges war er technischer Offizier im Marineministerium in Washington, D.C. Nach dem Krieg eröffnete Burns in Jacksonville eine Beraterfirma. Im Jahr 1949 wurde er zum Bürgermeister von Jacksonville gewählt. Nach einigen Wiederwahlen behielt er dieses Amt bis zum Jahr 1965. Damit hält er bis heute den Amtszeitrekord der Bürgermeister dieser Stadt. Während seiner Amtszeit erlebte Jacksonville einen gewaltigen Aufschwung. Burns machte national und international Werbung für seine Stadt und es gelang ihm, einige wichtige Firmen anzulocken. Besonders Versicherungsgesellschaften verlegten ihren Sitz nach Jacksonville. Damals wurde ein neues Gerichtsgebäude errichtet und neue Sportarenen entstanden. Aber er musste sich auch mit Rassenunruhen auseinandersetzen, die zwar in Florida im Allgemeinen weniger stark waren als in anderen Südstaaten; trotzdem kam es im August 1960 in Jacksonville zu Krawallen.

## Gouverneur von Florida
Haydon Burns war als Bürgermeister von Jacksonville so populär, dass er es 1964 wagen konnte, für das Amt des Gouverneurs zu kandidieren. Nach seiner erfolgreichen Wahl trat er seine zweijährige Amtszeit am 5. Januar 1965 an.  Normalerweise dauert eine Amtszeit des Gouverneurs in Florida vier Jahre. 1964 hatte man aber in Florida die Staatsverfassung geändert. Man wollte die Gouverneurswahlen nicht im gleichen Jahr mit den US-Präsidentschaftswahlen stattfinden lassen. Aus diesem Grund wurde diese eine Amtszeit um zwei Jahre verkürzt. In seiner Amtszeit wurde die Verfassung des Staates überarbeitet. Burns setzte sich auch für eine Steuerreform ein und er förderte die industrielle Entwicklung des Landes. Im Jahr 1966 bewarb er sich um seine Wiederwahl. Dabei kam es zu parteiinternen Auseinandersetzungen. Der etwas konservativere Burns trat gegen den etwas liberaleren Robert King High aus Miami an und seine Demokratische Partei zerfiel in zwei gegnerische Fraktionen. Schließlich erhielt High die Nominierung, aber Burns verweigerte ihm seine Unterstützung in den eigentlichen Wahlen. Durch diese innere Zerstrittenheit wurde schließlich der Republikaner Claude Roy Kirk zum neuen Gouverneur gewählt. Damit wurde erstmals seit 1874 wieder ein Republikaner Regierungschef in Florida. 

## Weiterer Lebenslauf
Nach dem Ablauf seiner Amtszeit am 3. Januar 1967 wandte er sich seinen privaten Angelegenheiten und seiner Beraterfirma zu. Im Jahr 1971 versuchte er erfolglos, noch einmal zum Bürgermeister von Jacksonville gewählt zu werden. William Burns starb 1987. Mit seiner Frau Mildred hatte er drei Kinder. 